# Alfta GIF Hockey
Alfta GIF Hockey, är en ishockeyklubb i Alfta, Ovanåkers kommun, Hälsingland bildad 1947. Från början spelade man på en utomhusplan som gjorts i ordning av frivilliga krafter. 1959 sluttande man till Forsparken där Alfta kommun gjort i ordning en plan för hockeyspel. Ishallen de spelar i idag började byggas våren 1972 och invigdes 1973. Alfta var den sextionde ishallen att byggas i Sverige. De var alltså ganska tidig med att bygga ishall i Alfta. Den har idag 800 st sittplatser och 300 st ståplatser.
Säsongen 1954/1955 kvalade man sig till en plats i division 2 (då var andraligan i Sverige) för den kommande säsongen och lyckades hålla sig kvar till säsongen 1960/1961. Året därpå vann man division 3, men misslyckades i kvalet. Likväl fick man en plats i division 2 då serien utökades till 10 lag. Där han man sedan spelat de flesta säsongerna sedan dess med ett fåtal säsonger (sex st) i division 3.

## Historia
Alfta hockeys seniorer blev distriktsmästare: 1956, 1962, 1965, 1966, 1983 och 1985.
Alfta hockeys juniorer blev distriktsmästare: 1955, 1965, 1966, 1967, 1970, 1971, 1972, 1977, 1979, 1980, 1984, 1985, 1986, 2001, 2004 och 2005.
Alftaspelare som fått jubileumspokalen (bäste ungdomsspelare i distriktet)
1988 - Jonas Gudmunsson (B)

1993 - Tobias Jahr (Fw)

1996 - Dennis Johansson (Fw)

1998 - Fredrik Persson (B)

1999 - Niklas Näslund (Fw)

2003 - Kristoffer Karlström (Fw)

2004 - Robin Hellgren (B)

2005 - Dennis Woxberg (Fw)

2007 - Martin Hellgren (Fw)

Alftaspelare som fått silverpucken (bäste spelare i distriktet)
1974 - Sven-Inge Ehn (M)

1979 - Tord Söder (B)

1989 - Håkan Hellgren (B)